# Benció I d'Empúries-Rosselló
Benció (? - 916) fou comte d'Empúries i Rosselló (915-916).
Fill del comte Sunyer II d'Empúries i Rosselló. Es casà amb Godlana, filla del comte de Rosselló Miró el Vell.
A la mort del seu pare tant ell com el seu germà Gausbert el succeïren al comtat d'Empúries i de Rosselló.
A la seva mort sobtada el 916 el seu germà governà en solitari.